# Yezi
Đây là một tên người Triều Tiên, họ là Lee.
Lee Ye-ji (sinh ngày 26 tháng 8 năm 1994), nổi tiếng với nghệ danh là Yezi, là một nữ ca sĩ, rapper người Hàn Quốc. Cô đã ra mắt với tư cách là thành viên của nhóm nhạc nữ Fiestar. Vào năm 2012, lọt vào bán kết Unpretty Rapstar 2 năm 2015, trong thời gian cô phát hành một số đĩa đơn. Cô phát hành solo đĩa đơn maxi đầu tay Foresight Dream vào ngày 28 tháng 1 năm 2016.

## Cuộc sống ban đầu và sự nghiệp
Yezi sinh ra và lớn lên ở Gangneung, tỉnh Gangwon. Cô là một học sinh tại trường múa Kang Won-rae và học nhảy từ nhóm Clon. Cô đi bốn giờ đến Seoul mỗi cuối tuần để biểu diễn như một vũ công dự phòng cho các ca sĩ như Park Mi-kyung và Hong Kyung-min. Ban đầu cha mẹ Yezi phản đối khi biết cô làm việc trong ngành công nghiệp giải trí, nhưng họ thay đổi suy nghĩ khi thấy Yezi đã tiến bộ như thế nào. Cô chuyển đến Seoul vào năm thứ hai trung học.
Yezi thử giọng tại LOEN Entertainment sau khi một trong những học viên của họ xem các video của cô được đăng trên Cyworld. Các video phổ biến nhất trên mạng xã hội này vào thời điểm đó cho thấy khả năng ca hát và nhảy múa của cô. Yezi trở nên hứng thú với rap khi nghe nữ ca sĩ Yoon Mi-rae rapping. Sau khi được đào tạo tại LOEN trong ba năm, cô ra mắt trong nhóm nhạc nữ Fiestar vào tháng 8 năm 2012.

## Sự nghiệp solo
Vào tháng 9 năm 2015, Yezi tham gia chương trình Unpretty Rapstar 2 của kênh truyền hình Mnet. Chương trình là mùa thứ hai của trò chơi truyền hình Unpretty Rapstar, một cuộc thi dành cho các rapper nữ. Ban đầu khán giả không thích Yezi vì cô cứ yêu cầu người khác phải lặp lại; về sau Yezi chia sẻ cô đã nói với nhân viên Mnet rằng khả năng nghe của cô là "không tốt".
Sau đó, cô chỉ trích các nhà sản xuất về phần rap tự do (freestyle) của cô, đã bị chỉnh sửa và không phát sóng. Yezi trở nên nổi tiếng với người xem sau màn trình diễn táo bạo "Crazy Dog" trong tập thứ ba Cô bị loại trong tập 8, nhưng trở lại trận bán kết sau khi thắng Vòng Hồi sinh.
Hai trong số các màn trình diễn của Yezi được phát hành với tư cách solo trong chương trình: "Solo (Remix)" (gồm Jay Park và Loco) và "Listen Up" (có sự tham gia của Hanhae). Cả hai bài hát được xếp hạng trên Bảng xếp hạng Gaon Digital, lần lượt ở các vị trí 16 và 27. Yezi đã không được công chúng biết đến nhiều nhất như một thành viên của Fiestar, và cô dần được công nhận nhiều hơn sau Unpretty Rapstar. Cô nói: "Trước khi biểu diễn trong chương trình, mọi người giống như: "Tôi nghĩ tôi thấy cô ấy ở đâu đó", nhưng giờ mọi người nhận ra tôi ngay lập tức, ngay cả khi tôi không mặc trang phục biểu diễn của mình." Người hâm mộ của cô đánh giá cao sự "khốc liệt" trong phong cách rap và hình ảnh "bad girl".
Yezi đã phát hành phiên bản mới của "Crazy Dog" vào ngày 11 tháng 12 năm 2015. Nó được sản xuất bởi Rhymer của Brand New Music và có sự tham gia của San E, một trong những giám khảo của Unpretty Rapstar. Đĩa đơn đầu tiên của cô là Foresight Dream, phát hành vào ngày 28 tháng 1 năm 2016. Nó được sản xuất bởi Rhymer và có bốn bài hát, bao gồm "Cider", được quảng bá trên nhiều chương trình âm nhạc. Một bài hát khác, "Sse Sse Sse," có sự đóng góp của các thí sinh khác là Gilme, KittiB và Ahn Soo-min.
Vào ngày 23 tháng 12 năm 2015, Yezi phát hành đĩa đơn quảng cáo mang tên "Z-Noid" cho trò chơi Counter-Strike Online và cũng quay một video ca nhạc. Ngày 7 tháng 7 năm 2016, Yezi đóng góp nhạc phẩm cho phim truyền hình Wanted với bài hát có nhan đề "Shadow" cùng với Jung Chae-yeon. Vào ngày 8 tháng 9, cô phát hành đĩa đơn "Chase" với ca sĩ Babylon. Phiên bản jazz của nó được phát hành vào lúc 12 giờ trưa cùng ngày.
Ngày 24 tháng 5 năm 2017, đĩa đơn thứ ba của Yezi, "Anck Su Namum" được phát hành lúc 6 giờ chiều. Đây là lần đầu tiên cô trở thành nhà sản xuất album của chính mình kể từ khi ra mắt. Cô cũng tham gia sáng tác và viết lời ca khúc. Shinsadong Tiger là nhà đồng sản xuất sản phẩm âm nhạc này.

## Danh sách đĩa nhạc

### Đĩa đơn maxi
| Nhan đề                                                                               | Chi tiết album | Thứ hạng cao nhất | Doanh số     |
| Nhan đề                                                                               | Chi tiết album | KOR               | Doanh số     |
| ------------------------------------------------------------------------------------- | --- | ----------------- | ------------ |
| Foresight Dream                                                                       | - Phát hành: 28 tháng 1 năm 2016 - Nhãn: LOEN Entertainment - Định dạng: CD, tải về kỹ thuật số Danh sách bài 1. Cider 2. The Lunar World 3. Sse Sse Sse (feat. Gilme, KittiB, Ahn Soo-min) 4. Crazy Dog (feat. San E) 5. Cider (Inst.) | 19                | - KOR: 1,003 |
| "—" biểu thị các bản phát hành không xếp hạng hoặc không được phát hành ở khu vực đó. | |                   |              |

### Đĩa đơn
| "Such a Woman" (Zia cùng Yezi)                                                        | 2014 | —   | After 11 Days                  |
| "Don't Stop" (thí sinh Unpretty Rapstar 2)                                            | 2015 | 17  | Unpretty Rapstar 2 Compilation |
| "Solo (Remix)" (với Jay Park và Loco)                                                 | 2015 | 16  | Unpretty Rapstar 2 Compilation |
| "Listen Up" (với Hanhae)                                                              | 2015 | 27  | Unpretty Rapstar 2 Compilation |
| "Crazy Dog" (với San E)                                                               | 2015 | 45  | Foresight Dream                |
| "Cider"                                                                               | 2016 | 50  | Foresight Dream                |
| "Chase" (với Babylon)                                                                 | 2016 | 108 | Không có album                 |
| "Shadow" (với Jung Chae-yeon)                                                         | 2016 | —   | Wanted OST Part 3              |
| "Anck Su Namum"                                                                       | 2017 | —   | Không có album                 |
| "—" biểu thị các bản phát hành không xếp hạng hoặc không được phát hành ở khu vực đó. |      |     |                                |